# Lulemaborg

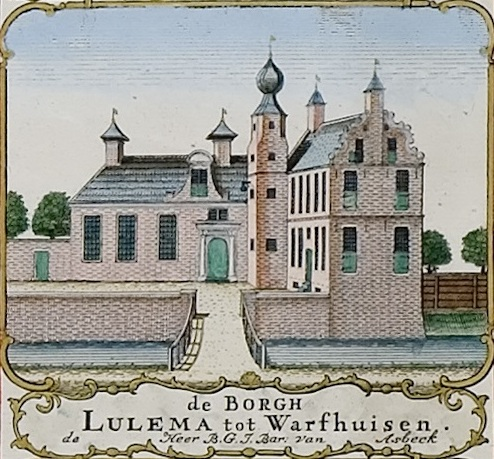
De Lulemaborg op de kaart van Theodorus Beckeringh van 1782

De Lulemaborg was een van de twee borgen van het Hogelandster dorp Warfhuizen in het noorden van de provincie Groningen.
Het is onbekend wanneer de Lulemaborg werd gesticht. Hij was in ieder geval jonger dan de Gaykingaborg, de andere borg van Warfhuizen, die tot ongeveer 1700 bestaan heeft. Vermoed wordt dat de borg eind 16e eeuw is ontstaan. De eerste bewoners die bij naam bekend waren hoorden tot het bekende Groningse adellijke geslacht Clant. Zij hadden de borg in ieder geval aan het begin van de 17e eeuw in bezit. Zij verkochten het gebouw in 1654 aan de familie Entens, die er bleven wonen tot het begin van de 18e eeuw. Daarna kwam de borg door een erfenis in bezit van Titus van Ewsum, die bekend werd vanwege zijn radicale katholicisme. Hij werd op zeker moment aangeklaagd omdat hij een pagina uit de Heidelbergse Catechismus van een van zijn dienstboden had gescheurd. Op deze pagina werd de rooms-katholieke heilige Mis als een "vervloekte afgoderij betiteld. Jonker Titus ontsnapte alleen aan een astronomisch hoge boete door te overlijden. Na hem zou de borg steeds een katholiek bolwerk blijven op het verder grotendeels protestantse Hogeland, en ook een rol spelen bij het ontstaan en het overleven van de katholieke enclaves Den Hoorn en Kloosterburen. De dochter van Titus van Ewsum, Everharda, huwde een baron van Asbeck, waarna de borg lange tijd in het bezit van dat geslacht kwam. De 'hoofdstraat' van Warfhuizen is naar hen genoemd: de Baron van Asbeckweg. Na de van Asbecks kwam het door vererving in het bezit van Jhr. Ernestus Jodocus Rudolphus van Grotenhuis van Onstein.
Op 3 maart 1822 werd de Lulemaborg in een van de plaatselijke kroegen op afbraak verkocht. De laatste fundamenten werden in 1841 uitgegraven. De zuidelijke borggracht werd in de jaren 1920 of 1930 dichtgegooid. Een dikke boom midden in de weilanden herinnerde nog lange tijd aan de Lulemaborg, maar ook die sneuvelde toen de bevolking tijdens de laatste winter in de Tweede Wereldoorlog gebrek kreeg aan brandhout. In 1998 werd ook de westelijke borggracht dichtgegooid. De borgstee ligt direct ten zuiden van het dorpsdeel Burum en vormt het noordoostelijke kwart van het huidige landbouwperceel.
Een bekend misverstand is dat het ontstaan van de Warfhuister bedevaart iets te maken zou hebben met de katholieke signatuur van de Lulemaborg. De bedevaart is echter pas bijna tweehonderd jaar na de afbraak van de borg ontstaan.

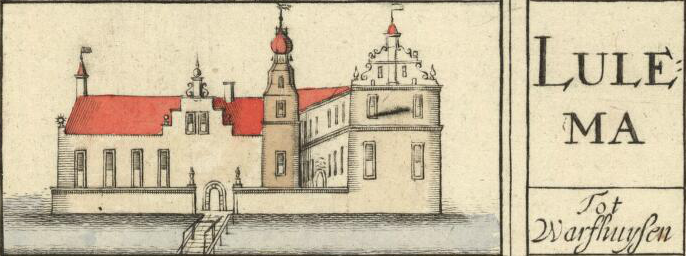
De borg op de kaart van Willem en Frederik Coenders van Helpen (1678)
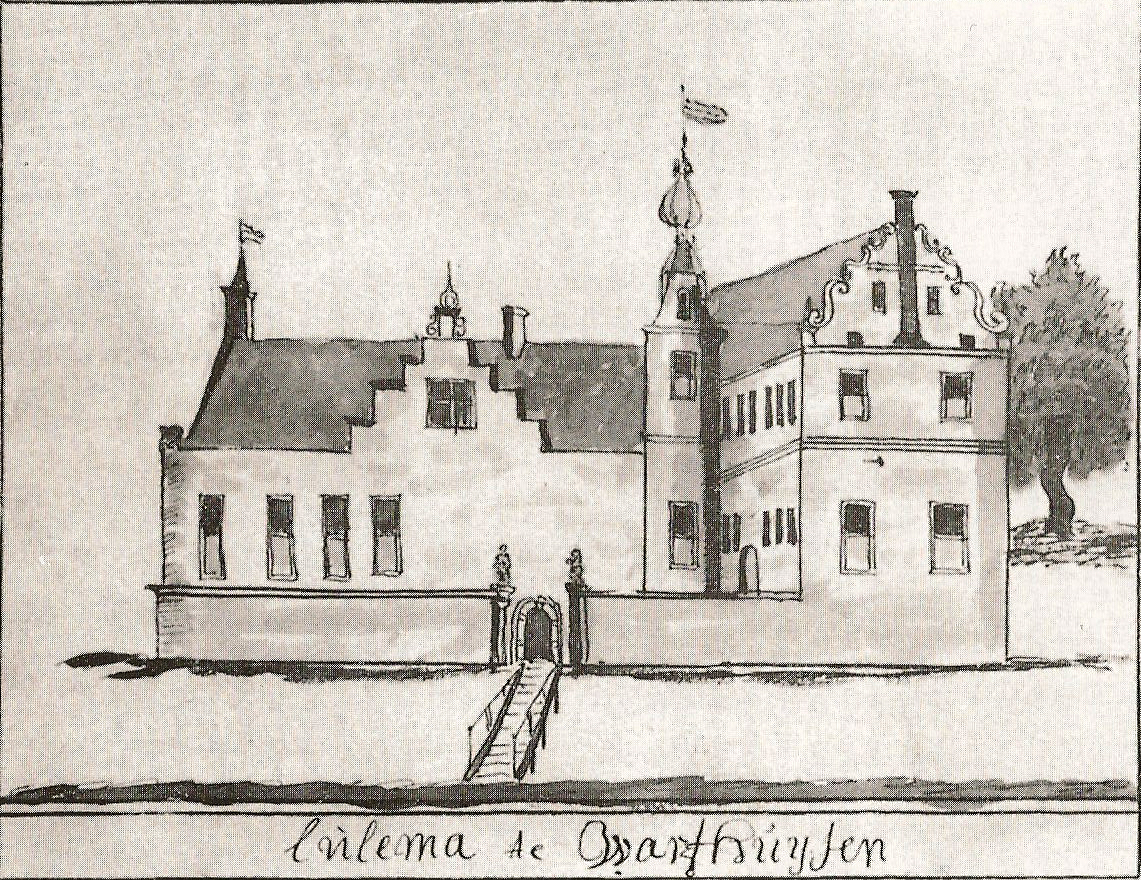
De Lulemaborg omstreeks 1711 (atlas Schoemaker)
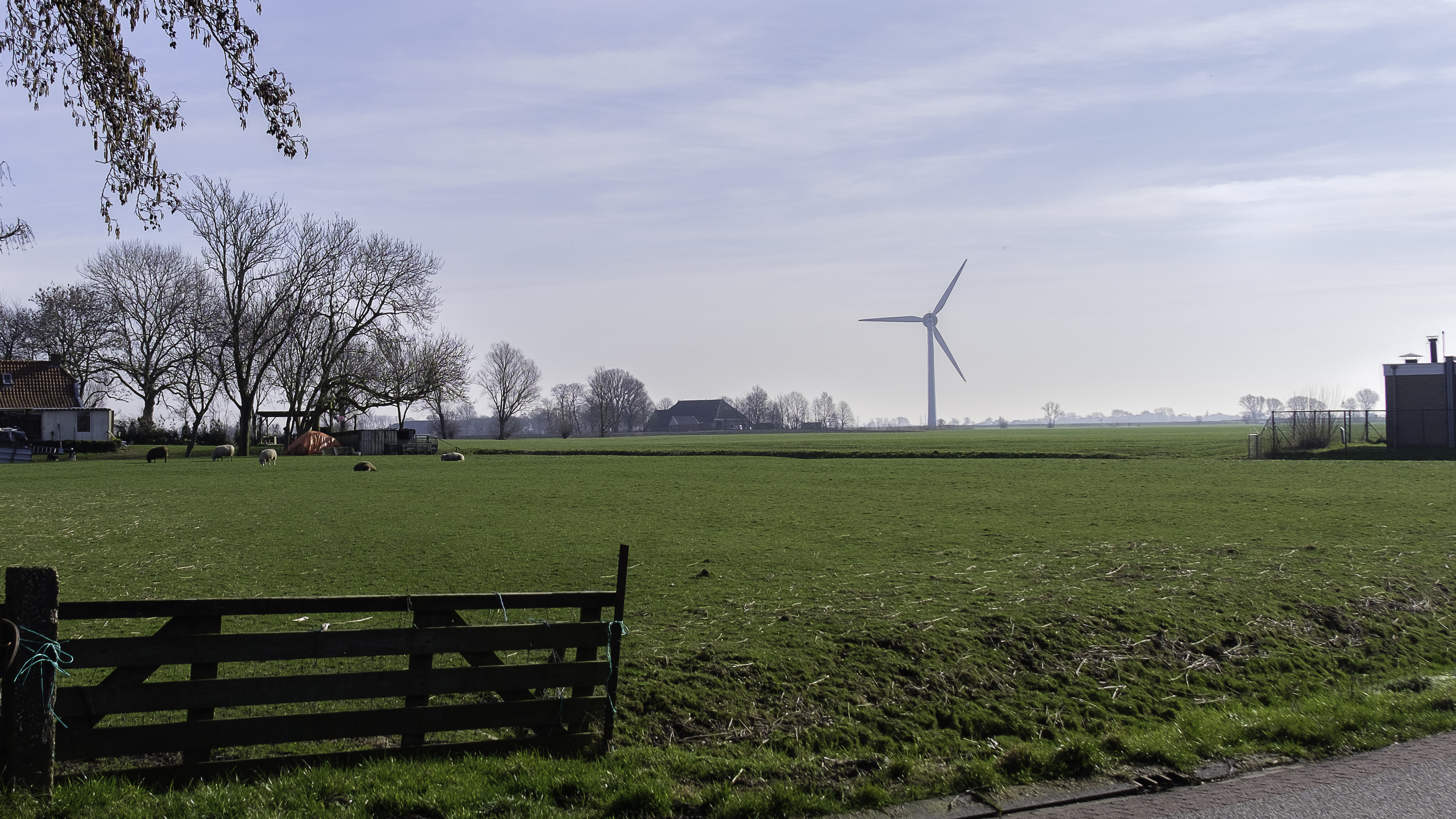
Het terrein van de Lulemaborg ligt naast Burum (rechts, achter de sloot)